# Canon EOS IX 7
Canon EOS IX 7 (название в США — EOS IX Lite, в Японии — EOS IX 50) — малоформатный однообъективный зеркальный фотоаппарат с автофокусом, рассчитанный на начинающих фотографов. Был представлен в марте 1998 года. Является более бюджетной версией модели EOS IX, выпущенной два года ранее.
Камера предназначена для работы с плёнкой формата IX240 (C, H и P), поддерживает 3 зоны автофокусировки и E-TTL. Питание осуществляется от двух литиевых батарей CR2.